# Enebybergs IF
Enebybergs IF, EIF, är en idrottsförening i Danderyd norr om Stockholm. Klubben kommer från kommundelen Enebyberg och känns igen på sina lila och vita dräkter (en färgkombination som har använts sedan 1919).
Enebybergs IF bildades den 1 april 1914. Klubben har sin huvudsakliga verksamhet på Enebybergs IP, som började byggas i slutet av 1930-talet och där det idag finns flera fotbollsplaner, ishall, tennishall och tennisplaner utomhus, samt klubbhus. 
Klubben, som har cirka 2 300 medlemmar, har verksamhet inom åtta olika sporter: bandy, fotboll, innebandy, ishockey, konståkning, orientering, skidor, löpning och tennis.
Enebybergs IF:s herrlag i fotboll spelade 2015 i division 3 Östra Svealand efter att ha vunnit division 4 2014. Säsongen 1997-98 spelade A-laget i div 2.
Enebybergs IF:s herrlag i innebandy spelar säsongen 2011/12 i division H4N.
Välkända spelare som har varit aktiva i Enebyberg IF: Martin Åslund, Erik Sundin, Magnus Norman i bandy.
Löparen Anders Gärderud har representerat EIF som orienterare.
Enebybergs bandylag representerades säsongen 2012/13 av en rad profiler; Sten-Ove "Putte" Ramberg, Magnus Norman, Hans-Elis Johansson, Göran "Rosa" Rosendahl, Stefan Karlsson, Mikael "Larre" Larsson, Björn "Butta" Johansson, Henrik Sundin, Conny Rydqvist och Henrik "Fille" Cederbaum.[källa behövs]